# Фурріна
Фурріна (Furrina) — богиня римської міфології. Свято Фурріни — Фуріналії відзначалося 25 липня.
Культ Фурріни прийшов з таких давніх часів, що навіть Цицерону не був відомий своєю важливістю. Він вважав її одною з фурій . За різними гіпотезами Фурріна була богиня:
- Темряви,
- Води і фурій,
- Розбійників і злодіїв (від лат. fur — злодій).

Ця богиня мала також храм у Римі на південно-західних схилах Янікула, де служив окремий жрець і який був одним з п'ятнадцяти Фламінів.
У Римі існував священний гай — Lucus Furrinae на південно-західних схилах Янікула, де був її храм і служив окремий жрець, який був одним з п'ятнадцяти Фламінів. Тепер там парк Вілла Скіара (Villa Sciarra), де також і було їй присвячене джерело. Поруч з храмом було священне дерево, біля якого був убитий своїм рабом Filocrate у 121 р. до н. е. Гай Гракх.